# Rilima

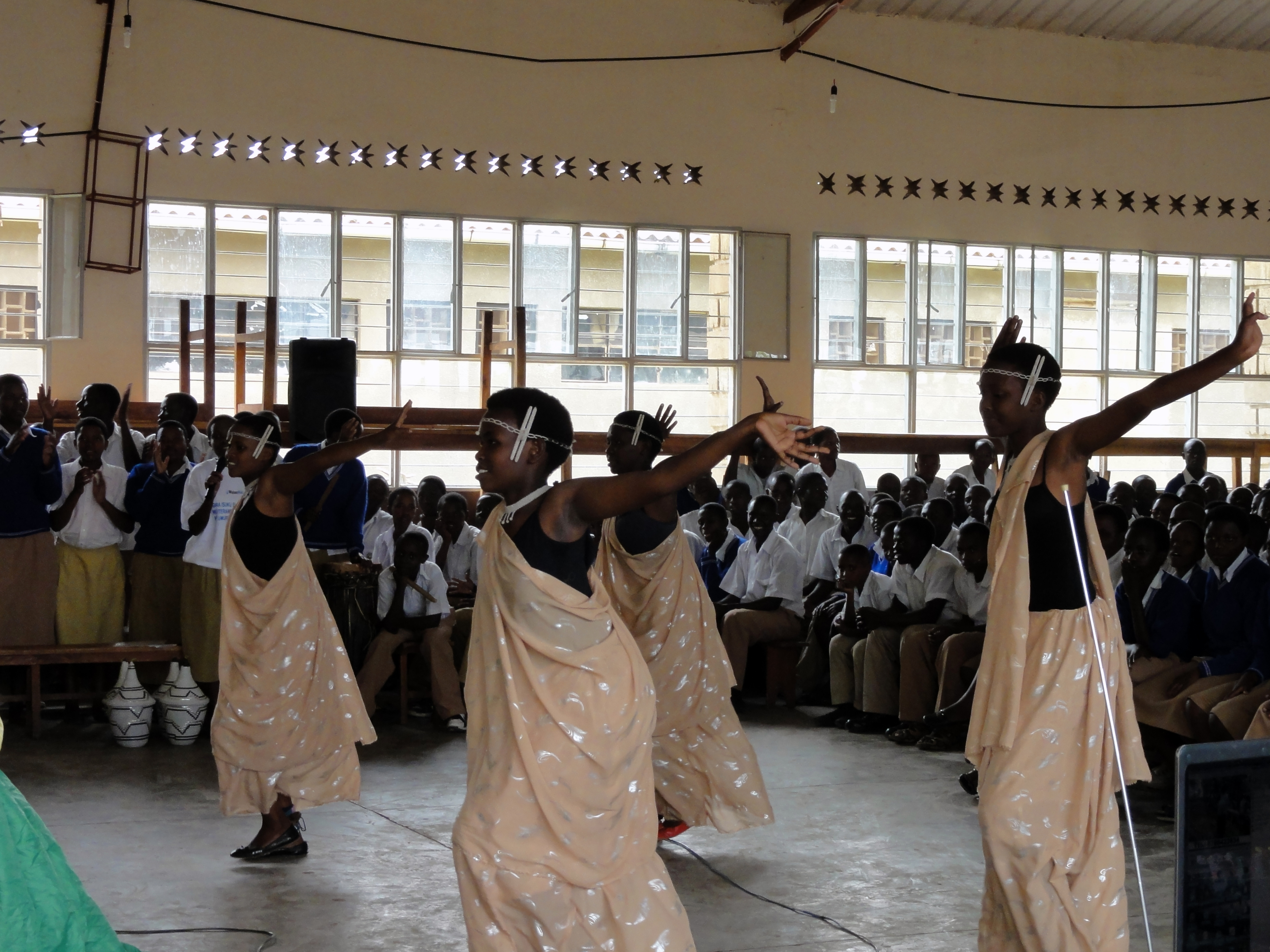
Tanzvorführung im Sektor Rilima von Schülerinnen im traditionellem Mushanana-Gewand

Rilima (Kinyarwanda Umurenge wa Rilima) ist einer von 15 Sektoren im Distrikt Bugesera in der Ostprovinz von Ruanda. Seit 2017 entsteht dort der neue Bugesera International Airport.

## Geographie
Rilima hat eine Fläche von 81,5 km² und liegt auf einer Höhe von etwa 1400 m. Der Sektor unterteilt sich in die fünf Zellen Nyabagendwa, Kabeza, Kimaranzara, Karera und Ntarama. Nachbarsektoren sind im Norden Juru, im Osten Rukumberi, im Südosten Gashora, im Südwesten Mayange, im Westen Nyamata und im Nordwesten Mwogo. Der Verwaltungssitz des Sektors befindet sich in Kimaranzara.
Der jährliche Gesamtniederschlag in Rilima liegt etwa zwischen 950 und 1100 mm. Im Osten des Sektors liegen von Norden nach Süden der Gashanga-, Kidogo- und Rumira-See. In den Seen und insbesondere im Rumira-See kommen Krokodile vor. Eines der Tiere, das 2012 einen Fischer angriff, wurde für eine Ausstellung im Kandt-Haus-Museum in Kigali ausgestopft. Die Wassertemperaturen in den flachen Seen liegen bei etwa 24 bis 26 °C. Der Wasserstand steigt während der zweimal jährlich auftretenden Regenzeit um ein bis zwei Meter. Östlich der Seen liegt Sumpfgebiet und die Ostgrenze des Sektors Rilima bildet der von Nordwesten nach Südosten fließende Nyabarongo, ein Quellfluss des Nils. Die Nyabarongo-Feuchtgebiete (Nyabarongo wetlands) werden von BirdLife International als gefährdete Important Bird Area gelistet. Dort wachsen Schneiden, Rohrkolben sowie Zypergräserarten wie Cyperus latifolius und Echter Papyrus (Cyperus papyrus). Unter den etwa 50 vorkommenden Vogelarten finden sich unter anderem der gefährdete Dickschnabelreiher, der gefährdete Papyrusspötter, der potentiell gefährdete Papyruswürger und die potentiell gefährdete Steppenweihe. Als nicht gefährdet eingestuft werden der Riedweber, der Halsbandastrild, der Papyrusgirlitz (Crithagra koliensis), der Papyruszistensänger (Cisticola carruthersi), der Bindenbuschsänger (Bradypterus carpalis) und der Schwarzzügel-Drosselhäherling (Turdoides sharpei). Die Feuchtgebiete stehen nicht unter Schutz und sind durch die sich aufgrund des Bevölkerungsdrucks weiter ausbreitende Landwirtschaft gefährdet.

## Bevölkerung
Nach der Volkszählung von 2022 betrug die Einwohnerzahl 32.862 Einwohner. Zehn Jahre zuvor waren es 26.803, was einem jährlichen Bevölkerungszuwachs von 2,1 Prozent zwischen 2012 und 2022 entspricht.
Im Sektor befindet sich in der Zelle Nyabagendwa das Rilima-Gefängnis, in dem 3580 Häftlinge untergebracht sind (Stand 2017). Von diesen verbüßen 2069 ihre Haftstrafen wegen im Völkermord begangenen Verbrechen.

## Wirtschaft
Die Seen im Sektor werden zur Fischerei genutzt. 1975 lag die jährliche Fangmenge bei jeweils 10 bis 40 Tonnen. An den Ufern wird Landwirtschaft betrieben. Unter anderem werden Chilis für den Export angebaut.

## Verkehr
Im Sektor wird seit 2017 der Bugesera International Airport errichtet. Er soll den Flughafen Kigali ersetzen. Durch den Sektor führen zudem zwei District Roads, die jedoch Stand 2022 nicht asphaltiert sind.